# スパルタン 〜古代ギリシャ英雄伝〜
『スパルタン 〜古代ギリシャ英雄伝〜』は、イギリスのクリエイティブ・アッセンブリーが開発し、2006年8月31日にセガから発売されたPlayStation 2用ソフトである。なお、海外ではXbox版とニンテンドー ゲームキューブ版も出ている。
本作は『トータルウォー』で知られるクリエイティブ・アッセンブリーが、セガに加わる前に制作した最後の作品である。

## システム
主人公スパルタンを操作して仲間とともにローマ軍と戦う。ステージは章形式で進み、ステージごとに中継点がいくつもあり、たとえ失敗しても直前に通った中継点から何度でもリベンジ可能となっている。ステージごとに隠された隠しアイテムを収集するやり込み要素も存在する。
自分VS大軍の構図はコーエーの無双シリーズを彷彿とさせる。一方、敵味方のNPCのAIが優秀であるという特徴がある。敵キャラクターもこちらが闇雲に攻撃すれば倒せるというものではなく、正面からの攻撃は盾で防いで知らぬ間に他の兵士が自分の後ろに回り込んで挟撃されたなど、敵も味方も協力しあって戦っている。自分が危機的状況に陥れば仲間が援護しに走ってくるなど仲間の存在が重要で、大軍VS大軍で戦っている実感が必然的に沸いている。
クリア目標が1つであっても進行中に新たなるサブミッションが発動し、「門を開いて援軍を入れろ」などクリアしなくても良いがクリアすれば自軍が有利になるような内容が多い。また、敵はローマ軍兵士だけではなく、タロスの巨人像やメデューサ、ミノタウロス、ギガンテスなどファンタジー的要素が登場する。

## あらすじ
第1章 戦いの啓示
紀元前のヨーロッパ、古代都市スパルタに1人の幼子が置き去りにされる。その幼子はスパルタンと呼ばれ、スパルタンは兵士の訓練所で育った。
紀元前300年、スパルタンはカストルとポルックスの双子と親しくなったほか、スパルタ王レオニダスと出会う。
一方、ローマ皇帝ティベリウスは兵を率いてアテネを始めとする主要都市を制圧していた。レオニダス王は兵を率いて抵抗していたが、ついに都市は完全に包囲されてしまう。
そして、スパルタンはカストルとポルックスと3人で前線部隊に加わる。
第2章 無謀なる作戦
軍神アレスから啓示を受けたスパルタンは、レオニダスそっちのけで、カストルを連れてローマ軍の野営地に潜入する。
そのさなか、彼はアテナの双剣を入手する。
第3章 嘆きの光
ローマ軍のクラックスは、メデューサの力を封じた石化光線発射装置「メデューサタワー」を完成させ、スパルタ軍の脅威となる。
スパルタはメデューサ本人と会った後、クラックスを撃破し、2つ目の神の武器「メデューサの盾」を手中に収める。
第4章　バーバリアンの住処
アレスの啓示を受けたスパルタンは、スパルタンはカストル、ポルックス、エレクトラの3人を連れてトロイへの旅に出るが、道中バーバリアンの襲撃を受ける。その後、成り行きで一行は現地の村人を助けることとなる。
第5章　荒ぶる炎
バーバリアンから村人を助けたものの、彼らが仕返しに来る可能性も考え、エレクトラと2人で村に残った。案の定、バーバリアン王ベオウルフがやってきた上、バーバリアンたちが村に総攻撃を仕掛けてきた。スパルタンはベオウルフと闘い、トールの鉄槌を手に入れた。
第6章 英雄の墓
トロイに到着したスパルタンは仲間と別れ、アレスの命令で「アキレスの槍」を求めて地下遺跡に入る。そこにはローマ軍親衛隊長官を務める黒魔術師セイヤヌスがおり、スパルタンに悪霊をけしかけてくる。おまけに彼は、アキレスの墓にスパルタン・シャドウという偽物を潜ませていた。戦いの末、スパルタンは「アキレスの槍」を手に入れた。
第7章 トロイの亡霊
遺跡から何とか脱出し、カストルたちとも合流を果たしたスパルタンはセイヤヌスと対決しようとしていたが、スパルタがすでに滅ぼされていたことを知らされる。
第8章 更なる試練
スパルタンはトロイの守護獣ヒュドラと闘う。
第9章 抵抗軍
ローマ軍はレジスタンスの指導者・アルキメデスを狙っていたが、スパルタンの妨害に遭う。
第10章 アテネの夜
ついに怒りを爆発させたセイヤヌスはレジスタンスを処刑しようとするが、またもやスパルタンの妨害に遭う。
そして、スパルタンは神殿の中にある庭園でセイヤヌスと対峙する。
第11章 希望の光
セイヤヌスの妨害の中、スパルタンはアルキメデスの発明品「アポロの目」を発動させるべく、装置のエネルギー源となるクリスタルを稼働させる。
第12章　魔の門攻略戦
山の向こうにあるローマに行くため、一行はローマ軍の要塞に殴り込み、またセイヤヌスとまた対峙する。
第13章 迷宮の怪人
正面からローマに突入することができないため、カストルとエレクトラが工作のために先にローマへ行く。
一方、カタコンベからローマに侵入したスパルタンはミノタウロスと対峙する。
第14章 復讐の真実
工作に失敗したカストルとエレクトラが捕らわれの身となったため、スパルタンは2人を救出する。
アリーナでスパルタンはティベリウスを撃破する。これにて一件落着かと思いきや、すべてはアレスの策略だった。スパルタンがアレスを倒したところで本当の幕切れとなる。

## キャラクター
スパルタン
声 - 神奈延年
本作の主人公。軍神アレスから度々啓示をうける。武器は盾と剣、メデューサの盾、槍、ハンマー、双剣が使える。魔力を消費することで各武器に対応する必殺技を使うことが出来る。
カストル
声 - 稲田徹
スパルタンの相棒で、槍を扱う。どんなときにも常に行動を共にする。冷静沈着で勇猛。
ポルックス
声 - 川津泰彦
兄のカストルとは違い猪突猛進だが、仲間とともに戦かえることを心から喜んでいる。盾と剣を扱う。
エレクトラ
声 - 進藤尚美
女性。双剣の使い手でローマに滅ぼされたアマゾネスの王女。国民を守るために自ら犠牲になってローマに捕らわれた。
レオニダス
声 - 今村直樹
スパルタ軍の王。兵士や国民からも絶大な信頼を集めている。数々の戦場を駆け巡った歴戦の勇者だが、大国ローマの前には防戦一方となってしまった。
クラッスス
声 - 高塚正也
石化光線発射装置「メデューサタワー」を完成させ、スパルタ軍を苦しめる。
ティベリウス
声 - 寺本勲
ローマ皇帝。次々と勢力を拡大させ数多くのギリシャ都市を陥落させた。
セイヤヌス
声 - 草尾毅
黒魔術を操るローマの親衛隊長官。
メデューサ
瞳を見たものは石になるという特性を利用させられて、クラッススに反射板のような装置を使われて広範囲に石化光線を照射させるための兵器となってしまった。
ミノタウロス
怪物。元はローマ軍が監獄に閉じ込めていたが自力で逃げ出し、スパルタ軍のみならずローマ軍をもパニックに陥れた。
ベオウルフ
声 - 福原耕平
バーバリアンの王。スパルタンが取得できる武器の一つである「トールの鉄槌」を持っている。
ギガンテス
バーバリアンのペットとして近隣地帯を襲う怪物。
アルキメデス
声 - 矢田耕司
各ステージに隠されているアルキメデスの日誌には、時代の説明などがいろいろと書いてある。